# Kawther Ramzi
Kawther Ramzi (tiếng Ả Rập: كوثر رمزي) (17 tháng 6 năm 1931 – 2 tháng 9 năm 2018), là diễn viên người Ai Cập. Bà bắt đầu sự nghiệp của mình trong đài phát thanh, sau đó bà đóng các vai nhỏ trong điện ảnh, nhà hát và truyền hình. Bà tham gia sản xuất phim Call of Love (Tiếng gọi ái tình).
Kawther sinh ngày 17 tháng 6 năm 1931. Cha bà là nghệ sĩ Ibrahim Mohamed Fawzi, một chuyên gia trong ngành sân khấu điện ảnh giảng dạy tại Viện Nghệ thuật Sân khấu. Bà kết hôn với giám đốc công ty bảo mật Adco Cosmetics và không có con. Sau khi chồng qua đời ở tuổi 21, bà sống với anh trai Anwar Ramzi đến hết đời.
Bà bắt đầu đóng phim từ năm 1954. Bà đón hơn 70 bộ phim, bao gồm: Law kont rajol (1964), Nahr el hayat (1965), El hakiba el saouda (1964), Al-Hob Fi Taba (1992) và series truyền hình như  Al-Suqout Fi Bir Sabe (1994 đến nay), Yawmeat Wanees (1994–2013) và Ahlam Al Fata Al Taeer (2015–2016). Kawther Ramzi nhận giấy chứng nhận Đánh giá từ cố Tổng thống Ai Cập Anwar Sadat.
Kawthar trơ nên nổi lên nhanh chóng sau vụ giết người mà nạn nhân là người bạn mang quốc tịch Tunisia của bà, ca sĩ Thekra. Bà là nhân chứng quan trọng nhất trong vụ án mạng. Ngày 28 tháng 11 năm 2003, Kawthar đến thăm Thekra. Chồng của Thekra là doanh nhân và nghệ sĩ Ayman Al-Suwaidi đã đuổi bà ra khỏi nhà. Ngày hôm sau bà mới biết rằng sau khi bà bị đuổi về thì Thekra bị giết.
Bà mất ngày 2 tháng 9 năm 2018, thọ 87 tuổi do lưu lượng máu giảm đột ngột Kawther đã từng bị liệt tay chân phải do đột quỵ trước đó.